# Ratusz w Cieszynie
Ratusz w Cieszynie – zabytkowy ratusz cieszyński, znajdujący się w narożniku południowej pierzei Rynku i ul. Srebrnej.
W południe z wieży ratusza rozlega się hejnał skomponowany z okazji 1150-lecia legendarnego założenia Cieszyna.

## Historia
Początkowo, do 1496 cieszyński ratusz był zbudowany drewniany był usytuowany pośrodku starego rynku. Wraz z wytyczeniem rynku w 1496 r. wzniesiono w tym miejscu z polecenia księcia Kazimierza II murowany ratusz z drewnianą wieżą. Ratusz ten spłonął w 1552 r. Odbudowany, został uszkodzony w czasie wojny trzydziestoletniej. Odnowiony został w 1661 r. W 1667 r. Krzysztof Palm ozdobił elewację ratusza bogatą dekoracją malarską. Obejmowała ona m.in. obok postaci Matki Boskiej z Dzieciątkiem i św. Wacława oraz herbów Księstwa i miasta także personifikacje Wiary, Nadziei, Mądrości i Sprawiedliwości, oplecione wstęgą z łacińskim napisem: Haec domus odit, punit, conservat, honorat: nequitiam, pace, orimina, iura, probus (Ten dom nienawidzi niegodziwości, kocha pokój, karze zbrodnie, utrzymuje prawych, czci godnych). Około 1670 roku na miejscu drewnianej wieży wzniesiono nową, murowaną.
Ratusz ponownie został uszkodzony w wyniku pożaru z 1720 roku. Kolejny budynek ukończony został w 1788 roku dzięki inicjatywie ks. Leopolda Szersznika, a następnie zniszczony kolejnym pożarem 6 maja 1789 roku - największym pożarem w dziejach Cieszyna. Nowy, klasycystyczny, dwukondygnacyjny ratusz o siedmioosiowej fasadzie zaprojektował Ignacy Chambrez. Budynek został uroczyście oddany do użytku w 1800 r. Budowa wieży ratuszowej trwała od 10 marca do 1 września 1801 roku. Przy ratuszu znajdował się piętrowy odwach z wysokim, mansardowym dachem. W części przylegającej do ratusza znajdował się sklepiony pasaż, łączący Rynek z ul. Ratuszową.
W 1818 roku architekt Florian Jilg dobudował salę teatralną. Ratusz częściowo spalił się w 1836 roku. Wnętrza odbudowano w 1846 roku według planów Józefa Kornhäusla, a fasadę zaprojektował Andrzej Kmenta. Salę posiedzeń Rady Miejskiej ozdobił fryz projektu Albina Prokopa, złożony z tarcz herbowych szlachty cieszyńskiej oraz godeł działających w mieście cechów rzemieślniczych. Uroczystego jej otwarcia dokonał cesarz Franciszek Józef I. Do 2006 r. wisiał tam jego portret, zastąpiony zaś został XIX-wiecznym herbem Cieszyna.
Latem 1984 roku wyremontowano znajdującą się w złym stanie wieżę ratuszową.
Od 2014 roku historyczne wnętrza sali sesyjnej cieszyńskiego ratusza są udostępniane na potrzeby ceremonii ślubnych.

## Architektura
Budynek ratusza był wielokrotnie odbudowywany i przerabiany, a jego obecny styl można określić jako barokowo-klasycystyczny. Usytuowany w południowej pierzei rynku, został wybudowany na planie prostokąta z lekko wciętym północno-wschodnim narożnikiem. Ratusz jest trzykondygnacyjny z dominująca wieżą zegarową wtopioną centralnie w korpus budynku. Fasada wybudowana została według planów Andrzeja Kmenta. W części środkowej znajduje się 6-osiowy ryzalit z balkonem wspartym na sześciu słupach, zwieńczony trójkątnym przyczólkiem z herbem miasta Cieszyna i dekoracją roślinną. Pionowe podziały fasady tworzą boniowane lizeny, pomiędzy którymi wstawiono okna w profilowanych obramieniach. Drugie piętro wydzielone zostało gzymsem
Wieża ratuszowa jest wzniesiona na rzucie kwadratu z zaokrąglonymi narożnikami, udekorowana korynckimi pilastrami, na których wspiera się wydatny gzyms na kroksztynach i ganek z żelazną balustradą. Okna wieży w dolnej jej części są zamknięte łukiem pełnym, w górnej są kwadratowe, wszystkie w profilowanych obramieniach. Wieża przykryta blaszanym dachem namiotowym zwieńczonym czworoboczną latarnią ze zdwojonymi kolumnami w narożach. Wejście na wieżę poprzez dziewiętnastowieczne listwowe drzwi z okuciami. Zegar wieżowy został wyposażony w mechanizm, który został wykonany przez Jana Chrisa Boecka z Austrii w 1851 roku. W wieży zawieszone są dzwony z XVIII wieku; pierwszy z plakietką z przedstawieniem św. Michała; drugi wykonany przez Jana Grosmeina z Weiten.
Wnętrza rozplanowane są w układzie trzytraktowym, korytarzowym. W piwnicy zachowały się pomieszczenia przykryte sklepieniami sklepieniami kolebkowymi na gurtach i żaglastymi. Na parterze, w środkowej części budynku, znajduje się sień ze sklepieniem krzyżowo-kolebkowym na gurtach wspartych na pilastrach i filarach przyściennych. Od strony ulicy Srebrnej znajduje się druga sień, przykryta kolebką o łuku segmentowym, częściowo też sklepieniem żaglastym, doświetlona świetlikiem z dwoma oknami. Główna klatka schodowa posiada sklepienie kolebkowe o łuku segmentowym. Schody są trójbiegowe, w centralnym biegu otwarte na wnętrze klatki schodowej trzema arkadami o wykroju łuku koszowego, wspartymi na filarach. Ściany korytarza ozdobione są przyściennymi filarami. Część pomieszczeń na parterze posiada sklepienia kolebkowe z lunetami, krzyżowo-kolebkowe lub żaglaste. Na pierwszym piętrze wyróżnia się sala z trzema polami sklepień żaglastych na gurtach, znajdująca się w tylnym trakcie budynku, na drugim piętrze - dwa pomieszczenia w trakcie frontowym, które są sklepione żaglasto i żaglasto na gurtach oraz reprezentacyjna sala posiedzeń.

## Sala sesyjna

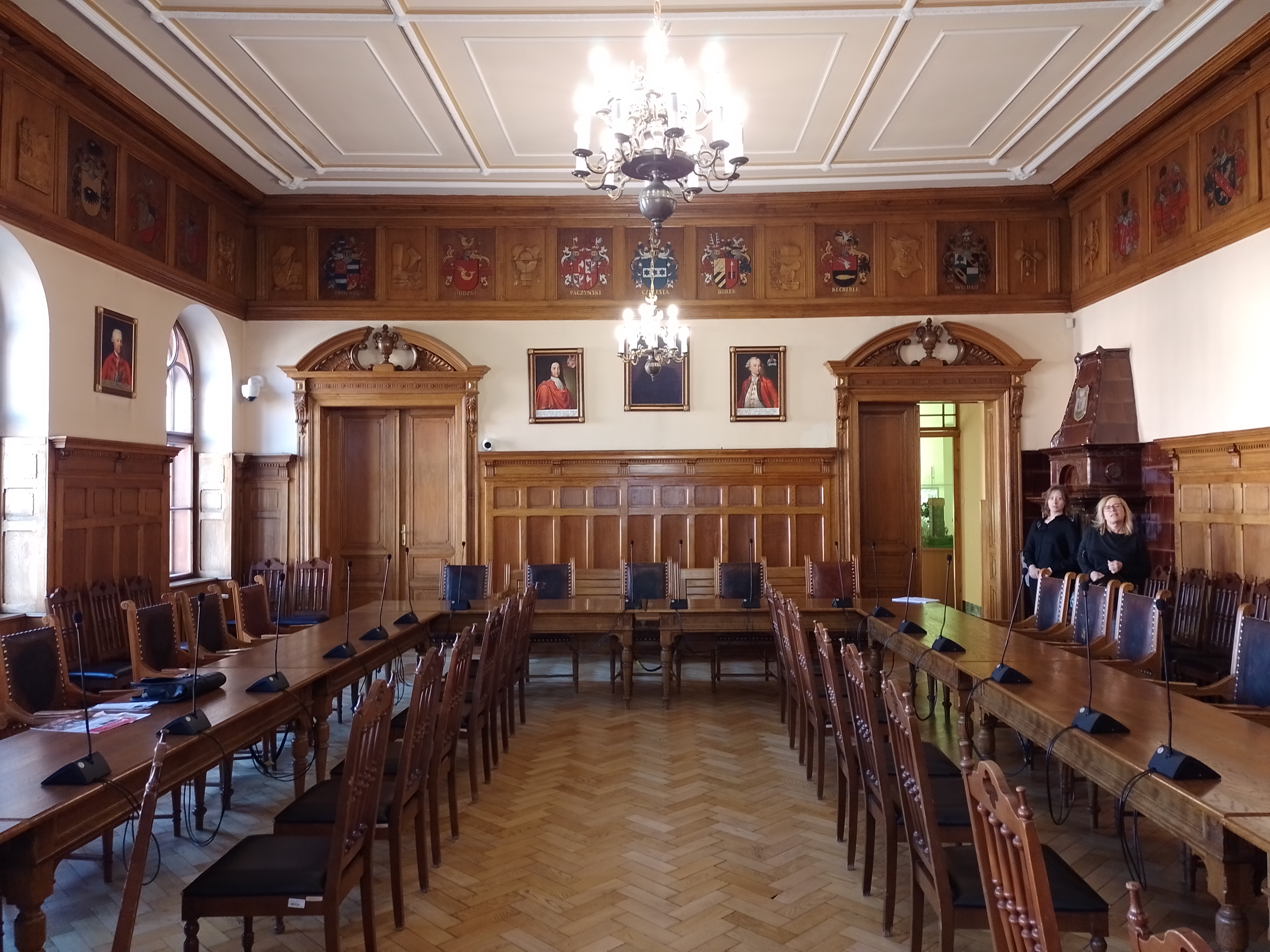
Sala sesyjna

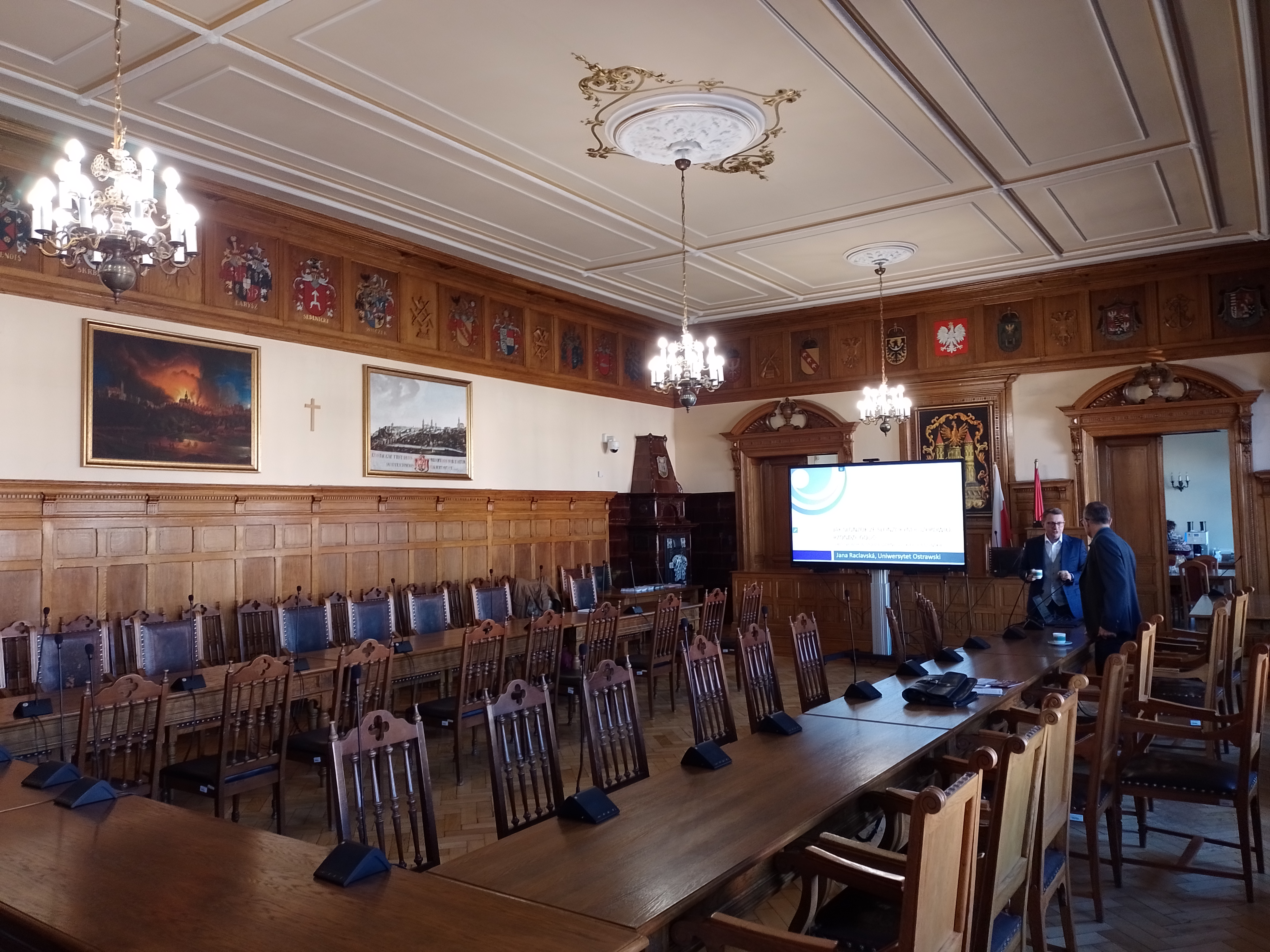
Sala sesyjna

W 1906 roku przeniesiono Sąd Obwodowy do budynku przy ul. Garncarskiej. Miejsce po nim wykorzystano na biura zarządu miasta i sale posiedzeń: mniejszą — na obrady komisji i większą — na posiedzenia Rady Miejskiej. Nowa sali posiedzeń miejskiej rady została wyposażona w bogato zdobioną dębową boazerię i odrzwia, które sporządził stolarz Maksymilian Schubert. W dwóch narożnikach sali umieszczono secesyjne piece — kominki z herbami Cieszyna, wykonane w „Thonoffenfabrik" R. Weissa we Frydku. W trzecim rogu stanął zegar szafkowy, pochodzący z warsztatu cieszyńskiego zegarmistrza Franciszka Dibona. Ozdobę sali stanowił herbowy fryz, umieszczony pod częściowo wyzłacanym, stiukowym sufitem. Złożony został z 24 płaskorzeźbionych godeł cieszyńskich cechów rzemieślniczych, wykonanych przez rzeźbiarza Franciszka Kargera według projektu Jerzego Frischa i Leonarda Hulki. Drugą część fryzu wypełniło 39 herbów cieszyńskich książąt, przedstawicieli cieszyńskiej szlachty, a także herby Śląska i miasta Cieszyna. Zostały one namalowane przez Maksymiliana Salomona. Sala posiedzeń została wyposażona w komplet mebli, złożony z foteli, ław i stołów. Na frontowej ścianie w ciąg boazerii wprawiono olejny portret cesarza Franciszka Józefa. Pomiędzy oknami zawieszono siedem portretów posłów, którzy 6 maja 1779 roku podpisali Pokój Cieszyński. zostały one wykonane przez austriackiego malarza Jana Daniela Donata. Po przeciwnej stronie znalazło swe miejsce także siedem olejnych portretów Habsburgów będących jednocześnie książętami cieszyńskimi. Tylną ścianę ozdobiły portrety założycieli trzech miejskich fundacji — hr. Adama Wacława Paczyńskiego z Tenczyna, bar. Karola Cselesty i bar. Adama Borka. Autorem ideowej koncepcji sali posiedzeń i jej herbowego fryzu był radca budowlany Komory Cieszyńskiej Albin Teodor Prokop, który pozostawił w rękopisie jej opis wraz z historią powstania. Sala posiedzeń rady miejskiej została oddana do użytku 2IX 1906 roku, kiedy w ratuszu uroczyście podejmowano cesarza Franciszka Józefa I w czasie jego wizyty w Cieszynie.

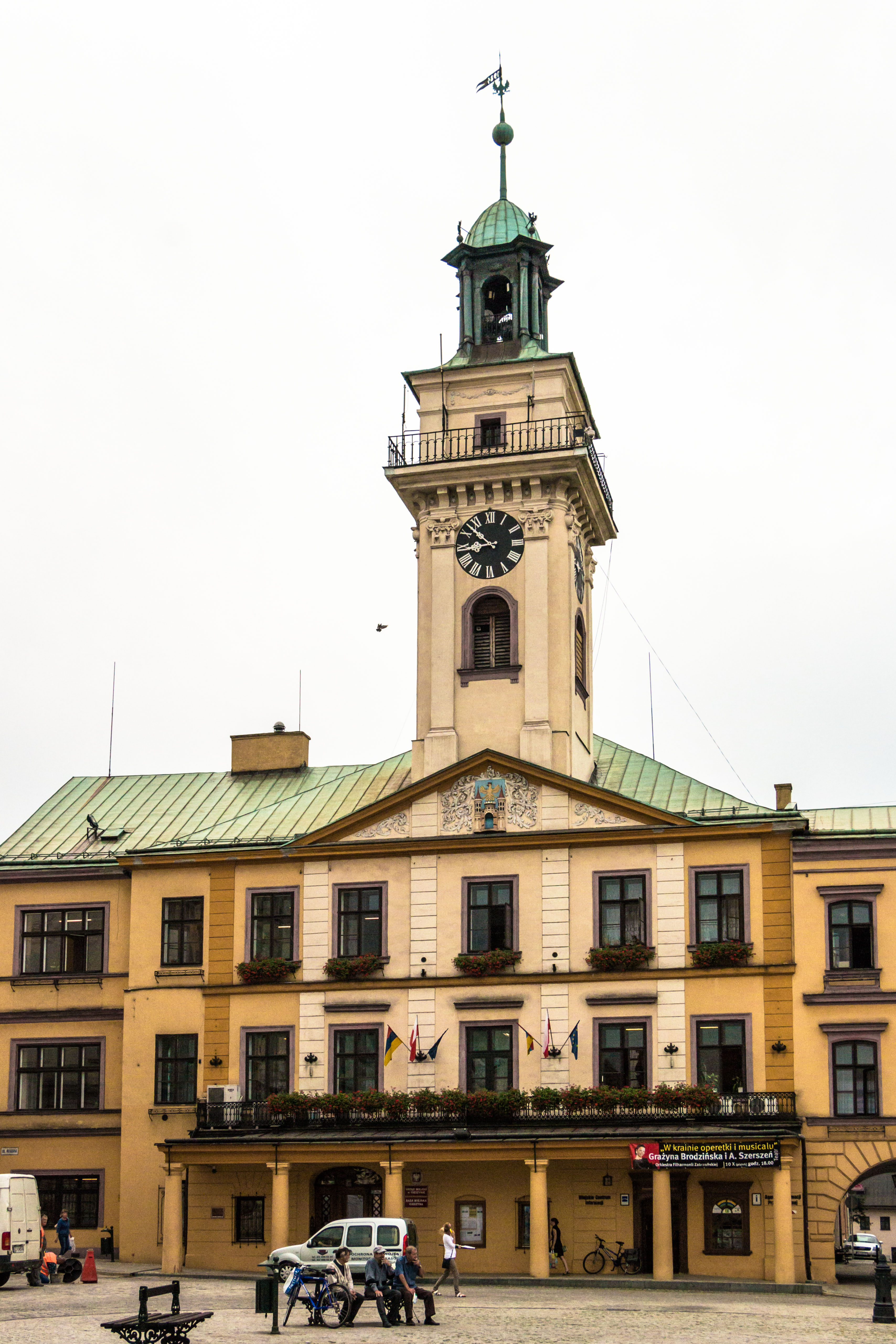
Widok ogólny
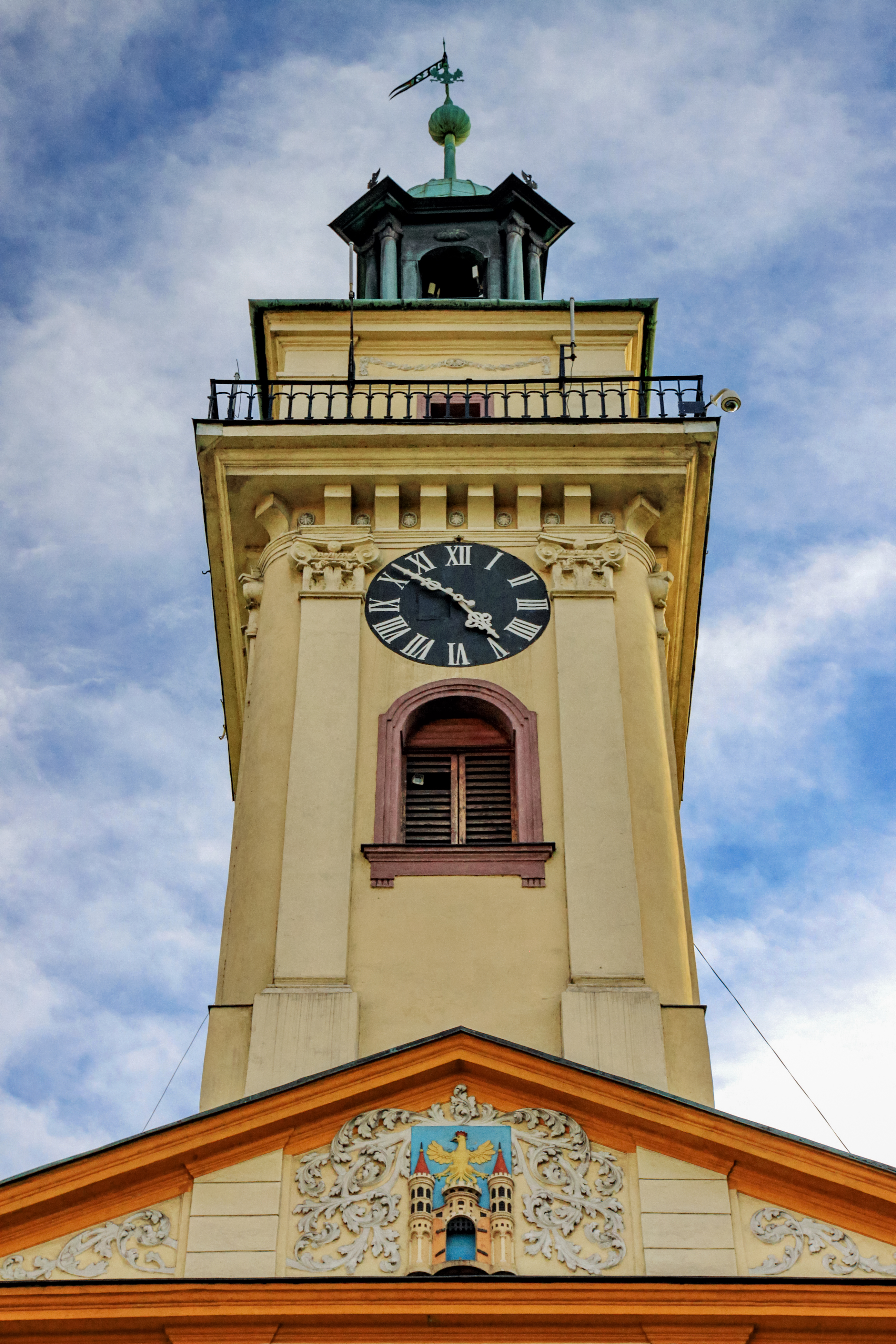
Wieża ratusza
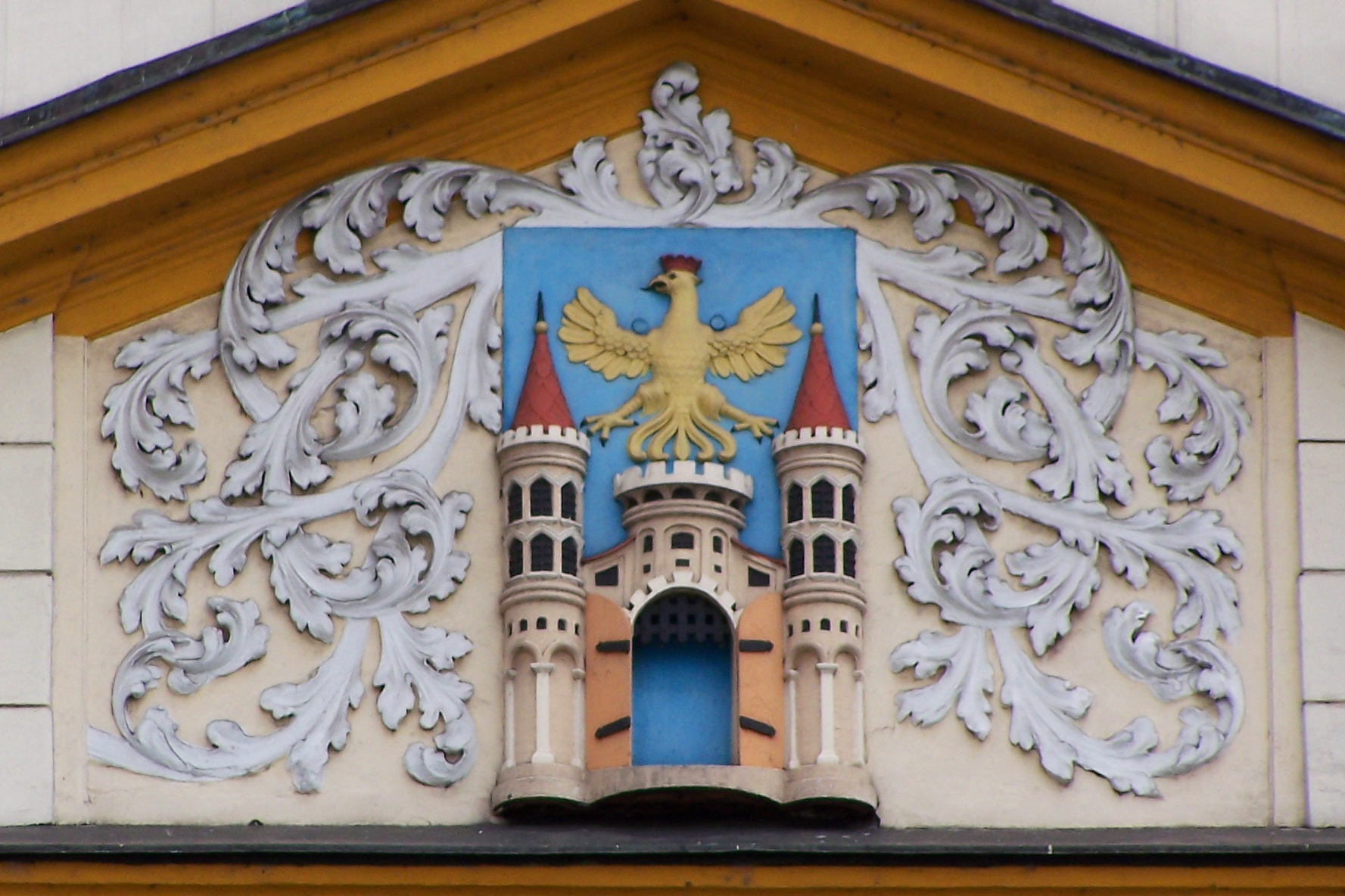
Herb Cieszyna umieszczony w tympanonie ratusza
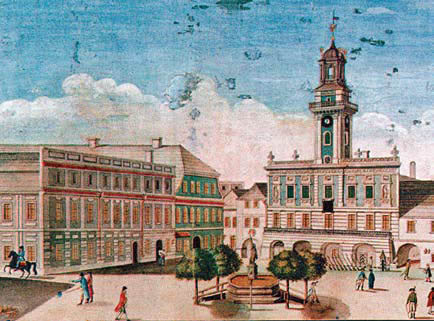
Wygląd ratusza w XIX wieku